# Женетуз
Женетуз (фр. Génétouze) насеље је и општина у западној Француској у региону Лоара, у департману Вандеја која припада префектури Ла Рош сир Јон.
По подацима из 2011. године у општини је живело 1727 становника, а густина насељености је износила 131,63 становника/km². Општина се простире на површини од 13,12 km². Налази се на средњој надморској висини од 74 метара (максималној 81 m, а минималној 56 m).

## Демографија
| 1962. | 1968. | 1975. | 1982. | 1990. | 1999. | 2011. |
| ----- | ----- | ----- | ----- | ----- | ----- | ----- |
| 584   | 619   | 762   | 1.125 | 1.319 | 1.393 | 1.727 |

График промене броја становника у току последњих година